# Ploto
Ploto (altgriechisch Πλωτώ) ist in der griechischen Mythologie eine Tochter des Nereus und der Okeanide Doris und somit eine der Nereiden.
Ihr Name erscheint einzig als Beischrift auf einem Skyphos des Xenotimos in der Antikensammlung Berlin, dessen Beischriften außer Nereus und Thetis mit Eileithya und Psamathe zwei weitere, sonst unbekannte Nereiden nennen. Als vierte Nereide ist die bei Nereus stehende Eulimene zugegen. Ploto reicht der Psamathe einen Hasen.
Hesiod nennt in seiner Theogonie bei der Aufzählung der Nereiden zweimal eine Nereide namens Proto weswegen man die erste Erwähnung zu Ploto korrigieren möchte. Weder Homer noch die Nereidenkataloge in der Bibliotheke des Apollodor und bei Hyginus Mythographus kennen eine Ploto.